# Syndrome des antiphospholipides
« SAPL » redirige ici. Pour la société d'autoroutes dénommée « Société de l'autoroute Paris-Lyon » de 1961 à 1976, voir Autoroutes Paris-Rhin-Rhône.
 Mise en garde médicale
Le syndrome des anticorps antiphospholipides, abrégé SAPL, (anglais : antiphospholipid antibody syndrome, abrégé APLA syndrome ou APLS) est un état de thrombophilie (tendance accrue du sang à former des caillots) acquise à la suite de l’action d’anticorps auto-immuns qui circulent dans le plasma sanguin et se lient aux phospholipides de la membrane cellulaire des plaquettes ou des vaisseaux sanguins provoquant des caillots, responsables des symptômes en perturbant la circulation sanguine.
Le SAPL est également connu, en France, sous le nom de syndrome de Soulier et Boffa qui décrivent en 1980 l’association entre avortements à répétition, thromboses et anticorps antithromboplastine. Dans le monde anglo-saxon, lorsqu'il est isolé, il est appelé syndrome de Hugues (Hughes’ syndrome), du nom du médecin ayant expliqué en 1983 l’association observée chez les patientes atteintes de lupus érythémateux disséminé entre thromboses veineuses, avortements à répétition et atteintes du système nerveux central par la présence d’un anticorps anti-cardiolipine.
Les syndromes antiphospholipides provoquent la formation de caillots intravasculaires touchant le plus souvent les veines profondes des membres inférieurs ou les artères cérébrales mais pouvant s’observer dans tout lit vasculaire. Ils se manifestent par des thromboses veineuses profondes, des accidents vasculaires cérébraux ou des complications obstétricales (fausses couches, mortinatalité, naissances avant terme avec pré-éclampsie sévère ou éclampsie) à répétition. Plus rarement, les caillots se forment plus ou moins simultanément dans plusieurs organes, donnant lieu à des défaillances multi-organiques pouvant entraîner le décès.
Le diagnostic nécessite, selon les critères en vigueur depuis 2006, la présence d’un événement clinique et/ou obstétrique ainsi que deux tests sanguins démontrant la persistance de niveaux élevés d’auto-anticorps anti-cardiolipine, anti-β2-glycoprotéine-I et/ou de l’anticoagulant lupique à plus de douze semaines d’intervalle.
Les syndromes antiphospholipides sont classifiés en « primaires » et « secondaires », en fonction de l’absence ou non d’un terrain auto-immun connu. Ils nécessitent souvent un traitement par anticoagulants afin de diminuer les risques de récidive et d’améliorer le pronostic obstétrical.

## Types d’anticorps antiphospholipides
Les anticorps dits antiphospholipides sont multiples et peuvent être dirigés contre les phospholipides à charge négative, contre les protéines se liant aux phospholipides ou contre les deux. Ils peuvent être de type IgM ou IgG, ces derniers causant plus facilement des thromboses.
Les anticorps les plus souvent rencontrés en clinique sont l’anticoagulant lupique, les anticorps anti-cardiolipines et les anticorps anti-β2-glycoprotéine I :
- l’anticoagulant lupique est responsable d’un allongement du temps de céphaline activée lors des tests de laboratoire (d’où son appellation) mais il a un effet thrombogène in vivo car, en se liant aux phospholipides, il les empêche d’interagir avec les activateurs de la coagulation présents dans l’éprouvette et augmente l’adhésion et l’agrégation des plaquettes dans le sang. Bien que décrit pour la première fois dans le cadre du lupus érythémateux disséminé, il se retrouve fréquemment en l’absence de cette maladie ;
- les anticorps anticardiolipine sont dirigés contre la cardiolipine, un composant phospholipidique important de la membrane des mitochondries, isolé pour la première fois à partir de cœurs de bœuf d’où son nom. Les anticorps anticardiolipine de patients atteints de lupus et/ou de SAPL nécessitent la présence de β2-glycoprotéine I (ou Apolipoprotéine H), une protéine plasmatique circulante qui se lie aux phospholipides à charge électrique négative. C’est par son intermédiaire qu’ils se lient aux plaquettes et provoquent la formation de caillots. Au contraire, les anticorps anticardiolipine développés dans le décours de la syphilis ou des infections par les virus HIV et HCV ne nécessitent pas la présence de β2-glycoprotéine I et sont même inhibés par celle-ci ;
- les anticorps anti-β2-glycoprotéine I sont dirigés contre cette protéine et non contre les phospholipides eux-mêmes. La β2-glycoprotéine I jouant un rôle dans la coagulation et l’immunité, les anticorps entraînent des perturbations dans ces systèmes.

D’autres anticorps antiphospholipides sont dirigés contre des protéines de la coagulation comme les anticorps anti-prothrombine ou anti-annexine V.

## Épidémiologie
Ce syndrome affecterait 0,5 % de la population, surtout chez la femme d'âge fertile. Il est plus rare chez l'enfant, avec une proportion équivalente de filles et de garçons.
Les anticorps antiphospholipides sont retrouvés chez 5 % de la population générale sans provoquer de symptômes. Leur production peut être associée à des maladies auto-immunes (dont le lupus érythémateux disséminé et le syndrome de Sjögren), des infections (syphilis, VHC, HIV, malaria, fièvre Q, etc.) et la prise de certains médicaments (dont la chlorpromazine, divers traitements antimalariques, l’amoxicilline, la phénytoïne, le propylthiouracile, les diurétiques thiazidiques, des agents anti-TNF α, etc.). 
Une base génétique a également été suggérée par l’association relevée d’une part entre SAPL primaire et le sérotype HLA-DR7 dans trois ethnies et, d’autre part, entre SAPL secondaires et HLA-B8, HLA-DR2 ou HLA-DR3.
Un test positif pour l’anticoagulant lupique indique un facteur de risque de complications thrombotiques et/ou obstétricales plus important qu’une réponse positive pour les anticorps anti-cardiolipine et anti-β2-glycoprotéine I ; on le retrouve environ quatre fois plus souvent chez les personnes développant une thrombose veineuse avant l’âge de 70 ans sans facteurs prédisposants que chez celles qui n’en développent pas et quarante-sept fois plus souvent chez les femmes développant un accident vasculaire cérébral avant l’âge de 50 ans (ce rapport de chances est multiplié par deux en cas de tabagisme concomitant et par cinq en cas d’emploi de contraceptifs oraux). Le risque pour un porteur asymptomatique des trois types d’anticorps de développer une thrombose pour la première fois de sa vie, est de 5,3 % par année.

## Pathogenèse
La pathogenèse du syndrome des antiphospholipides est vraisemblablement multifactorielle, impliquant l’endothélium, diverses cellules et protéines sanguines.
Les anticorps antiphospholipides se lient essentiellement à la β2 glycoprotéine I et par son intermédiaire, aux plaquettes, augmentant l'expression de la sélectine E et du facteur tissulaire, provoquant les thromboses.
La cause des avortements spontanés est partiellement en rapport avec la formation locale de caillots mais il peut exister d'autres mécanismes (dont l'activation du complément).
Il existe fréquemment une hyperplasie de l'intima des artères.
La voie du mTOR interviendrait dans la survenue des lésions vasculaires.

## Manifestations cliniques

### Complications thrombotiques
Artérielle ou veineuse, la thrombose (formation d'un caillot de sang) est le signe principal du syndrome.
Les localisations les plus fréquentes sont par ordre, les veines des membres inférieurs (phlébites) (un tiers des cas), les artères cérébrales, les veines rénales et hépatiques, la veine porte, les coronaires.

### Complications obstétricales
Chez les patientes qui présentent des fausses couches à répétition, un anticorps antiphospholipides est décelé dans 10 % des cas.
Chez les patientes qui présentent un anticorps antiphospholipides il y a un risque important de fausse couche spontanée au premier trimestre de la grossesse et de mort fœtale in utero au cours des deuxièmes et troisièmes trimestres.
Une grossesse, sous surveillance du fait de la reconnaissance de la maladie, est possible à condition d'être sous anticoagulant et antiagrégant plaquettaire, avec souvent un apport supplémentaire en fer.

### Complications hémorragiques
Elles sont rares, ne se voyant qu'en cas de thrombopénie (baisse du nombre de plaquettes sanguines) extrême, d'association avec d'autres anticorps anticoagulants, ou de coagulopathie de consommation : syndrome « catastrophique » des antiphospholipides.

### Autres manifestations
Un livedo reticularis, signe cutané, est constaté dans un quart des cas et serait un marqueur de risque de complications thrombotiques artérielles.
Des signes neurologiques peuvent survenir, centraux (chorée, accidents vasculaires cérébraux ischémiques, thrombophlébite cérébrale) ou périphériques. Des troubles cognitifs modérés sont trouvés dans un peu moins d'un cas sur deux, avec des anomalies de la matière blanche cérébrale à l'IRM.
Une atteinte des valves cardiaques peut exister.
Ce syndrome pourrait favoriser la formation de l'athérome.
Dans moins de 1 % de cas, le syndrome peut être suraigu, avec une défaillance multiviscérale et un risque vital.

## Contexte pathologique
Dans un cas sur deux, le syndrome est isolé. Dans l'autre moitié des cas, il est associé à d'autres maladies.

### Maladies auto-immunes
Le syndrome a été décrit dans plus d'un tiers des cas à propos de cas de « pseudo-hémophilie féminine » liée à la présence d'un anticorps anti facteur VIII (l'un des facteurs de la coagulation) lors d'un lupus érythémateux disséminé. D'autres maladies de système peuvent s'accompagner d'un syndrome des antiphospholipides : Polyarthrite rhumatoïde, maladie de Behçet, diverses vascularites, etc.

### Pathologie iatrogène
Un certain nombre de médicaments sont susceptibles d'induire un syndrome « Lupus-like » et un syndrome des antiphospholipides : Hydralazine, chlorpromazine, procaïnamide, quinidine, phénytoïne, isoniazide.

### Néoplasies
Ce sont surtout les syndromes lymphoprolifératifs (lymphome, leucémie lymphoïde) qui sont susceptibles de s'accompagner d'un syndrome des antiphospholipides.

### Infections
Toute infection sévère est susceptible de s'accompagner d'un syndrome des antiphospholipides.
Au cours du SIDA, le syndrome a été souvent rapporté.

## Diagnostic
Des critères diagnostiques ont été développés en 1999 et mis à jour en 2006. Le diagnostic nécessite la présence d'une complication thrombotique ou obstétricale et une élévation de certains anticorps à deux prélèvements différents, espacés de 12 semaines.

### Diagnostic biologique
Sont trouvés, de manière non spécifique, une augmentation de la vitesse de sédimentation, un syndrome inflammatoire, une thrombopénie.
Certaines anomalies sont évocatrices du syndrome, qui demande à être confirmé : allongement du temps de céphaline activée (TCA) avec temps de Quick sensiblement normal, ce qui est évocateur d'un anticoagulant circulant si cet allongement est corrigé par l'adjonction de phospholipides en excès, tests de dilution avec mélanges de sérums.
Le syndrome est prouvé par la présence d'un anticorps antiphospholipide, anticardiolipine ou anti-β2-glycoprotein-1
, rarement anti-phosphatidyléthanolamine ou anti facteur VIII (IgG ou IgM). La présence d'un anticoagulant de type lupique serait témoin d'un risque accru de complications vasculaires ou obstétricales. Au contraire, la présence d'un anticorps anti-β2-glycoprotein-1 serait de meilleur pronostic.
La présence de manière isolée d'anticorps anticardiolipine ne suffit pas à faire le diagnostic, ces derniers étant retrouvés dans près de 10 % de la population, le plus souvent transitoirement. Les anticorps antiphospholipides sont retrouvés également dans 10 % des patients avec un infarctus du myocarde et dans près d'un patient de moins de 50 ans sur cinq ayant fait un accident vasculaire cérébral, sans que l'on puisse parler forcément d'un syndrome des antiphospholipides.

## Traitement
Les thromboses sont à traiter par les anticoagulants oraux données à vie, même si le risque de récidive reste élevé. Les antivitamines K sont alors préférés, car ils ont alors  une meilleure efficacité que les anticoagulants oraux directs, ces derniers pouvant se compliquer de thrombose artérielle dans ce syndrome.
Le traitement préventif, chez les patients n'ayant jamais fait d'accident thrombotique ou obstétrical, fait appel à l'aspirine à faible dose, même si le niveau de preuve reste faible. La prescription de statines pourrait avoir un intérêt. l'utilisation du rituximab reste surtout empirique.
Lorsqu'une cause est décelée, son traitement est susceptible d'améliorer le syndrome.
Chez la femme enceinte, la prise d'aspirine, par ses propriétés anti-agrégantes plaquettaires, associée à une héparine de bas poids moléculaire pourrait prévenir le risque de fausse-couche.
Depuis les années 2010 au moins, plusieurs articles évoquent l'hydroxychloroquine.